# Туранівська криниця
Туранівська Крини́ця — гідрологічна пам'ятка природи місцевого значення в Україні. Розташована в межах Ямпільського району Сумської області, в лісі між селами Олине та Грем'ячка. 
Площа 0,8 га. Статус надано 1999 року. Перебуває у віданні ДП «Свеське лісове господарство» (Свеське л-во, кв. 34). 
Статус надано для збереження криниці-ставка з джерелами чистої води.

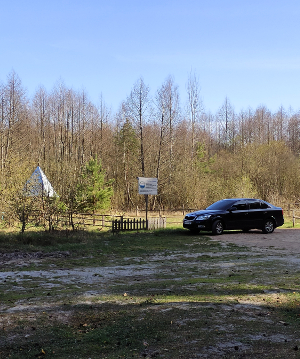